# Pterichis mandonii
Pterichis mandonii là một loài thực vật có hoa trong họ Lan. Loài này được (Rchb.f.) Rolfe miêu tả khoa học đầu tiên năm 1907.